# Bishop (Geòrgia)
Bishop és una població dels Estats Units a l'estat de Geòrgia. Segons el cens del 2000 tenia 146 habitants.

## Demografia
Segons el cens del 2000, Bishop tenia 146 habitants, 57 habitatges, i 38 famílies. La densitat de població era de 72,3 habitants per km².
Dels 57 habitatges en un 29,8% hi vivien nens de menys de 18 anys, en un 57,9% hi vivien parelles casades, en un 7% dones solteres, i en un 31,6% no eren unitats familiars. En el 26,3% dels habitatges hi vivien persones soles el 12,3% de les quals corresponia a persones de 65 anys o més que vivien soles. El nombre mitjà de persones vivint en cada habitatge era de 2,56 i el nombre mitjà de persones que vivien en cada família era de 2,97.
Per edats la població es repartia de la següent manera: un 24,7% tenia menys de 18 anys, un 9,6% entre 18 i 24, un 27,4% entre 25 i 44, un 20,5% de 45 a 60 i un 17,8% 65 anys o més.
L'edat mediana era de 36 anys. Per cada 100 dones de 18 o més anys hi havia 89,7 homes.
La renda mediana per habitatge era de 43.125 $ i la renda mediana per família de 51.250 $. Els homes tenien una renda mediana de 31.250 $ mentre que les dones 16.875 $. La renda per capita de la població era de 15.630 $. Entorn del 2,8% de les famílies i el 4,8% de la població estaven per davall del llindar de pobresa.

## Poblacions properes
El següent diagrama mostra les poblacions més properes.